# Vladimirs Petrovs
Vladimirs Petrovs (Riga, 27 settembre 1908 – Kotlas, 26 agosto 1943) è stato uno scacchista lettone.
Pur imparando a giocare a scacchi relativamente tardi, a tredici anni, Petrovs divenne rapidamente un forte scacchista. Già nel 1926 arrivò terzo nel campionato lettone, diventando membro nel 1928 della squadra nazionale alle Olimpiadi degli scacchi; nel 1931 si piazzò al 2º-5º posto nel primo campionato baltico, dietro Isakas Vistaneckis, ed ottenne la medaglia d'oro in terza scacchiera alle Olimpiadi. Tra il 1931 e il 1934 giocò match contro Movsas Feigins (4 vittorie, 1 sconfitta, 3 patte), Vladas Mikėnas (2 vittorie, 1 patta) e Rudolf Spielmann (1 vittoria, 2 sconfitte, 5 patte). Vinse il campionato lettone nel 1935 e nel 1937.
Iniziò a partecipare ai più importanti tornei internazionali dell'epoca: sebbene i suoi risultati contro i giocatori più forti non fossero sempre buoni, le sue vittorie contro giocatori meno titolati gli permettevano comunque di ottenere buoni piazzamenti. La vittoria del torneo di Kemeri (a pari merito con Samuel Reshevsky e Salo Flohr) nel 1937 fu il suo maggior successo: al torneo infatti partecipavano tra gli altri Aleksandr Alechin, Paul Keres, Savelij Tartakover e Reuben Fine. Negli anni successivi, Petrovs giunse 3º-5º a Łódź e terzo a Margate, dove sconfisse Alechin.
Nel 1939 partecipò in prima scacchiera alle Olimpiadi di Buenos Aires, pattando contro Alechin, Keres, Capablanca e Ståhlberg, concludendo imbattuto (8 vittorie e 11 patte) e ottenendo la medaglia di bronzo di scacchiera.
Nel 1940, dopo l'occupazione della Lettonia da parte delle truppe sovietiche, Petrovs partecipò al campionato sovietico del 1940, concludendo al 10º posto su 20 partecipanti, ed arrivò secondo in due forti tornei tenutisi a Mosca nel 1941 e nel 1942. Dopo l'invasione tedesca dell'Unione Sovietica fu impossibilitato a tornare dalla sua famiglia in Lettonia; il 31 agosto 1942 fu arrestato per aver criticato le condizioni di vita in Lettonia durante l'occupazione sovietica e condannato, sotto articolo 58, a dieci anni di lavori forzati. La sua sorte fu sconosciuta fino al 1989, quando fu reso noto che Petrovs era morto nel 1943.
Nel 2012, la federazione lettone e Aleksej Širov hanno organizzato un torneo di scacchi in sua memoria.